# Історико-археологічний музейний комплекс «Древній Любеч»
Історико-археологічний музейний комплекс «Древній Любеч» — музейна установа, створена в жовтні 2008 року  з метою збереження, охорони, реконструкції, реставрації об'єктів історичної спадщини та природного середовища селища міського типу Любеч (нині Чернігівський район, Чернігівська область). Засновник — Чернігівська обласна рада.
Любеч — одне з найдавніших міст на території України. Перші поселення на території сучасного Любеча були ще в VIII—ІІІ ст. до нашої ери. 882 рік — офіційна дата першої згадки про нього в «Повісті минулих літ» як про політичний, економічний, військовий, торговий, ремісничий і культурний центр могутньої держави Київська Русь, як про фортецю і пристань на торговому шляху із варягів у греки. Місто Любеч в різні роки — резиденція київських та чернігівських князів, гетьманів України Івана Мазепи та Павла Полуботка. Тут в листопаді 1097 року відбувся Перший з’їзд князів Древньої Русі, в 1135 році — Другий з’їзд. В Х— ХІІІ ст. в Любечі діяв Свято-Антоніївський чоловічий монастир, де з’явилися чудотворні ікони Божої Матері та Спасителя Господа Іісуса Христа. Не втратив свого значення Любеч і в польсько-литовський період, козацьку добу та в ХІХ столітті. Він був у XIV - середині ХVІ ст. центром волості, а з середини ХVI ст. - центром староства Київського воєводства, за Гетьманщини був центром найбільшої козацької сотні Чернігівського полку.

## Склад комплексу
Історико-археологічний музейний комплекс «Древній Любеч» включає об'єкти археології, архітектури, історії та культури від доби Київської Русі до ХІХ ст.  
До складу історико-археологічного музейного комплексу «Давньоруське місто Любеч» входять наступні об’єкти:
- залишки валу середньовічної фортеці;
- городище «Замок»;
- городище «Лисиця»;
- поселення (посад-1, посад-2);
- Монастирище (місце знаходження Свято-Антоніївського монастиря).

Пам'ятки архітектури:
- ближня і дальня печери Преподобного Антонія;
- Спасо-Преображенський собор (1811—1817);
- Кам'яниця Полуботка (кінець 17 — початок 18 ст.).

## Діяльність
У співпраці з Любецькою археологічною експедицією Чернігівського національного педагогічного університету ім. Т. Г. Шевченка (нині — Національний університет «Чернігівський колегіум» імені Т. Г. Шевченка), починаючи з 2009 р. в охоронних зонах Любеча проводяться археологічні дослідження.
Заклад проводить наукові конференції за участю провідних фахівців України та закордоння: «Любецькі історичні читання» (2009, 2012, 2014, 2016), «П. Полуботок та його доба» (2010), «Антоній Печерський та його доба» (2013), «Володимир Великий та його доба» (2015) та інші.
Починаючи з 2008 р. щорічно наприкінці серпня в Любечі проходить Відкритий фестиваль традиційної слов'янської культури та бойових єдиноборств «Київська Русь», в організації та проведенні якого ІАМК «Древній Любеч» бере активну участь. Головною метою цього фестивалю, поряд з пропагандою історичних і культурно-мистецьких надбань Чернігово-Сіверщини, є привернення уваги широкого загалу до відновлення та збереження об'єктів і пам'яток культурної спадщини Любеча.
В музейному комплексі можна переглянути різноманітні експозиційні виставки:
- «Любеч очима митців»
- «Ткацькі промисли нашого краю»
- «Рибальство. Історія та сучасність»
- «Деревообробка. Столярство»
- «Хліб та хліборобство»
- «Тваринний світ до і після льодовикового періоду»

В музеї діє єдиний в Лівобережній Україні зал — відкрите фондосховище, а також інтерактивний зал, де відвідувач може сфотографуватися із мушкетом чи відчути на дотик рельєф козацької гармати, а маленькі відвідувачі можуть дізнатися більше про археологію в «археологічній пісочниці»/
Окрім постійних, в музеї діють тимчасові виставки та експозиції.
У липні 2011 р. на базі ІАМК «Древній Любеч» відбувся І Всеукраїнський симпозіум скульпторів, метою якого було виготовлення скульптурних робіт, що розкривають історію древнього Любеча як одну з важливих сторінок періоду Київської Русі в історії українського державотворення. Нині ці роботи прикрашають історичне середмістя Любеча.